# لورنزو بوفون

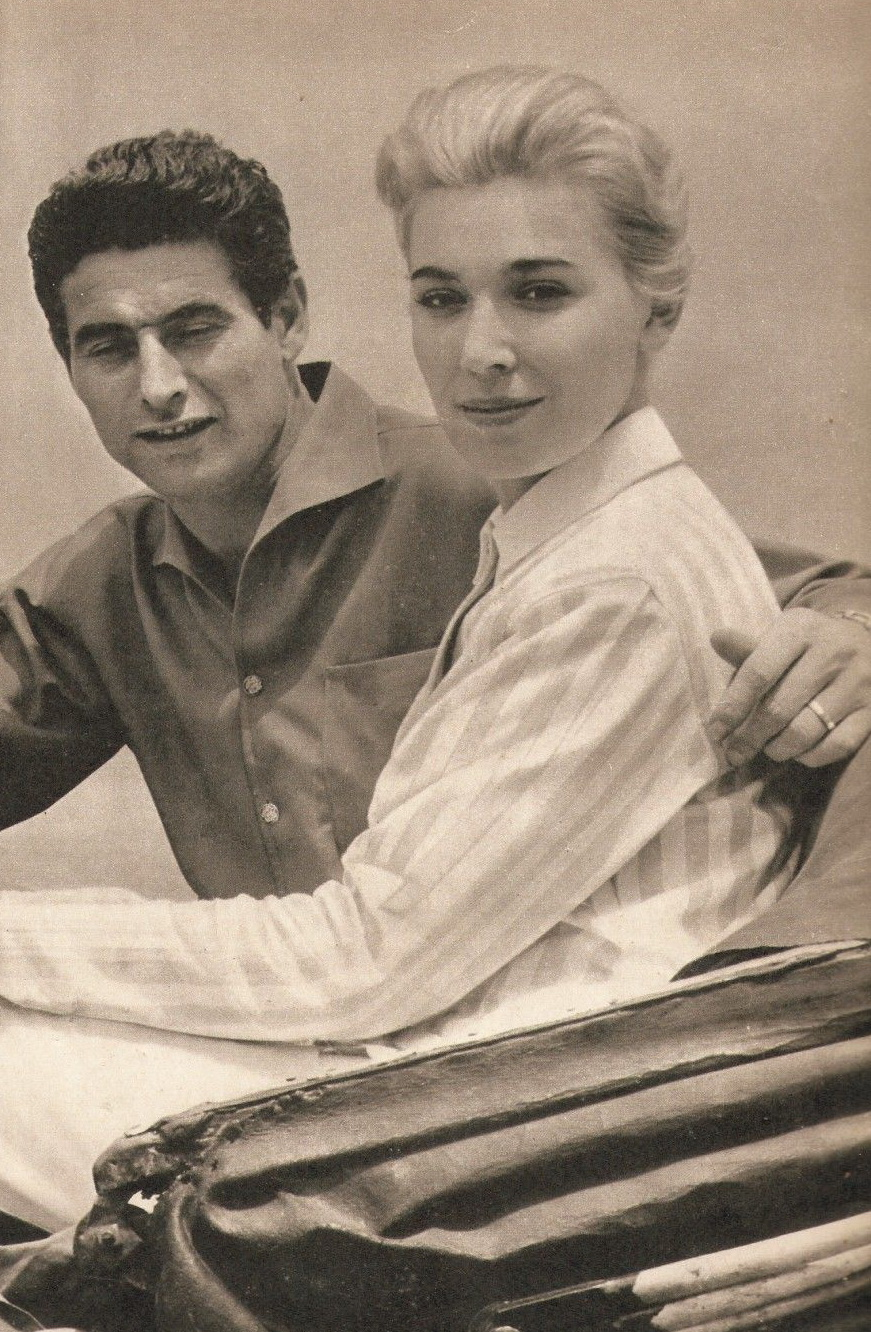
لورنزو بوفون در کنار همسر اولش ادی کامپانیولی - ۱۹۵۸

لورنزو بوفون (به ایتالیایی: Lorenzo Buffon) بازیکن فوتبال و دروازه‌بان اهل ایتالیا است که از سال ۱۹۵۸ میلادی عضو تیم ملی فوتبال ایتالیا بوده و در ۱۵ بازی ملی حضور داشته‌است. او در بازی‌های ملی‌اش ۱۹ گل دریافت کرد.
لورنزو بوفون آخرین بازی ملی خود را در سال ۱۹۶۲ میلادی انجام داد.
لورنزو بوفون هم چنین پسر عموی پدر بزرگ جانلوئیجی بوفون، بهترین دروازه‌بان تاریخ جهان و ایتالیا است.